# Élections législatives tanzaniennes de 2015
 (novembre 2016).
Les élections législatives tanzaniennes de 2015 se tiennent le 25 octobre 2015, en même temps que l'élection présidentielle, pour élire les 366 membres de l'Assemblée nationale.

## Contexte
Le Chama cha Mapinduzi (CCM) a remporté toutes les élections présidentielles et législatives depuis l'instauration du multipartisme en 1992, que ce soit au niveau national ou à Zanzibar (les premières élections multi-partis datent de 1995 et ont lieu tous les 5 ans). Cependant le Parti pour la démocratie et le progrès (CHADEMA) progresse aux élections générales de 2010 ainsi qu'aux élections locales de 2014.

## Système électoral
L'Assemblée nationale est un parlement unicaméral doté de 376 sièges pourvus pour cinq ans, par le biais d'un système mixte. Sur ce total, 256 sièges sont pourvus au scrutin uninominal majoritaire à un tour dans autant de circonscriptions électorales, tandis que 110 sièges sont répartis au scrutin proportionnel plurinominal  entre tous les partis ayant obtenu au moins un siège au scrutin majoritaire, sur la base du total de leurs voix au niveau national. Ces sièges proportionnels ont la particularité d'être réservés aux femmes : les différents partis constituant pour ce faire des listes composées uniquement de candidates. À ces membres directement élus s'ajoutent cinq autres choisis par les membres de la Chambre des représentants de la région autonome de Zanzibar en leur sein, et jusqu'à dix membres nommés par le président tanzanien. Enfin, un dernier membre ex officio s'ajoute à ce total, le procureur général étant membre de droit,.

### Calendrier électoral
- 21 août : publication des listes des candidats aux législatives et à la présidentielle.
- Du 22 août au 24 octobre : campagne électorale.
- 25 octobre : jour de l'élection[1].

## Résultats
|                           |                                                      |                   |                   |                   |                   |        |               |  |  |  |  |  |  |  |
| Parti                     | Parti                                                | Voix              | %                 | Sièges            | Sièges            | Sièges | Sièges        |  |  |  |  |  |  |  |
| Parti                     | Parti                                                | Voix              | %                 | UM1               | FP                | Total  | +/-           |  |  |  |  |  |  |  |
|                           | Chama cha Mapinduzi (CCM)                            | 8 021 427         | 55,04             | 188               | 64                | 252    |               |  |  |  |  |  |  |  |
|                           | Parti pour la démocratie et le progrès (CHADEMA)     | 4 627 923         | 31,75             | 34                | 36                | 70     |               |  |  |  |  |  |  |  |
|                           | Front civique uni (CUF)                              | 1 257 765         | 8,63              | 32                | 10                | 42     |               |  |  |  |  |  |  |  |
|                           | Alliance pour le changement et la transparence (ACT) | 323 112           | 2,22              | 1                 | 0                 | 1      |               |  |  |  |  |  |  |  |
|                           | NCCR–Mageuzi (en) (NCCR-M)                           | 218 209           | 1,50              | 1                 | 0                 | 1      |               |  |  |  |  |  |  |  |
|                           | Autres partis                                        | 126 521           | 0,87              | 0                 | 0                 | 0      | 2             |  |  |  |  |  |  |  |
|                           | Membres nommés                                       | Membres nommés    | Membres nommés    | Membres nommés    | Membres nommés    | 10     | 3             |  |  |  |  |  |  |  |
|                           | Membre ex officio                                    | Membre ex officio | Membre ex officio | Membre ex officio | Membre ex officio | 1      | en stagnation |  |  |  |  |  |  |  |
|                           |                                                      |                   |                   |                   |                   |        |               |  |  |  |  |  |  |  |
| Suffrages exprimés        |                                                      |                   |                   |                   |                   |        |               |  |  |  |  |  |  |  |
| Votes blancs et invalides |                                                      |                   |                   |                   |                   |        |               |  |  |  |  |  |  |  |
| Total                     | Total                                                | 14 574 957        | 100               | 256               | 110               | 376    | 26            |  |  |  |  |  |  |  |
| Abstentions               |                                                      |                   |                   |                   |                   |        |               |  |  |  |  |  |  |  |
| Inscrits / participation  |                                                      |                   |                   |                   |                   |        |               |  |  |  |  |  |  |  |